# Kukjan
Kukjan (serb. Кукуљане, Kukuljane) – wieś w Kosowie, w regionie Prizren, w gminie Dragaš. W 2011 roku liczyła 235 mieszkańców. 